# Elephantomyia montana
Elephantomyia montana är en tvåvingeart som beskrevs av Alexander 1934. Elephantomyia montana ingår i släktet Elephantomyia och familjen småharkrankar. Inga underarter finns listade i Catalogue of Life.